# ألفرد جنسن (كاتب)
ألفرد جنسن (بالسويدية: Alfred Jensen)‏ هو دارس سلافي ‏ ومؤرخ ومترجم وكاتب وشاعر سويدي، ولد في 30 سبتمبر 1859 في Parish of Forsa ‏ في السويد، وتوفي في 15 سبتمبر 1921 في فيينا في النمسا.